# Nellie & Leslie

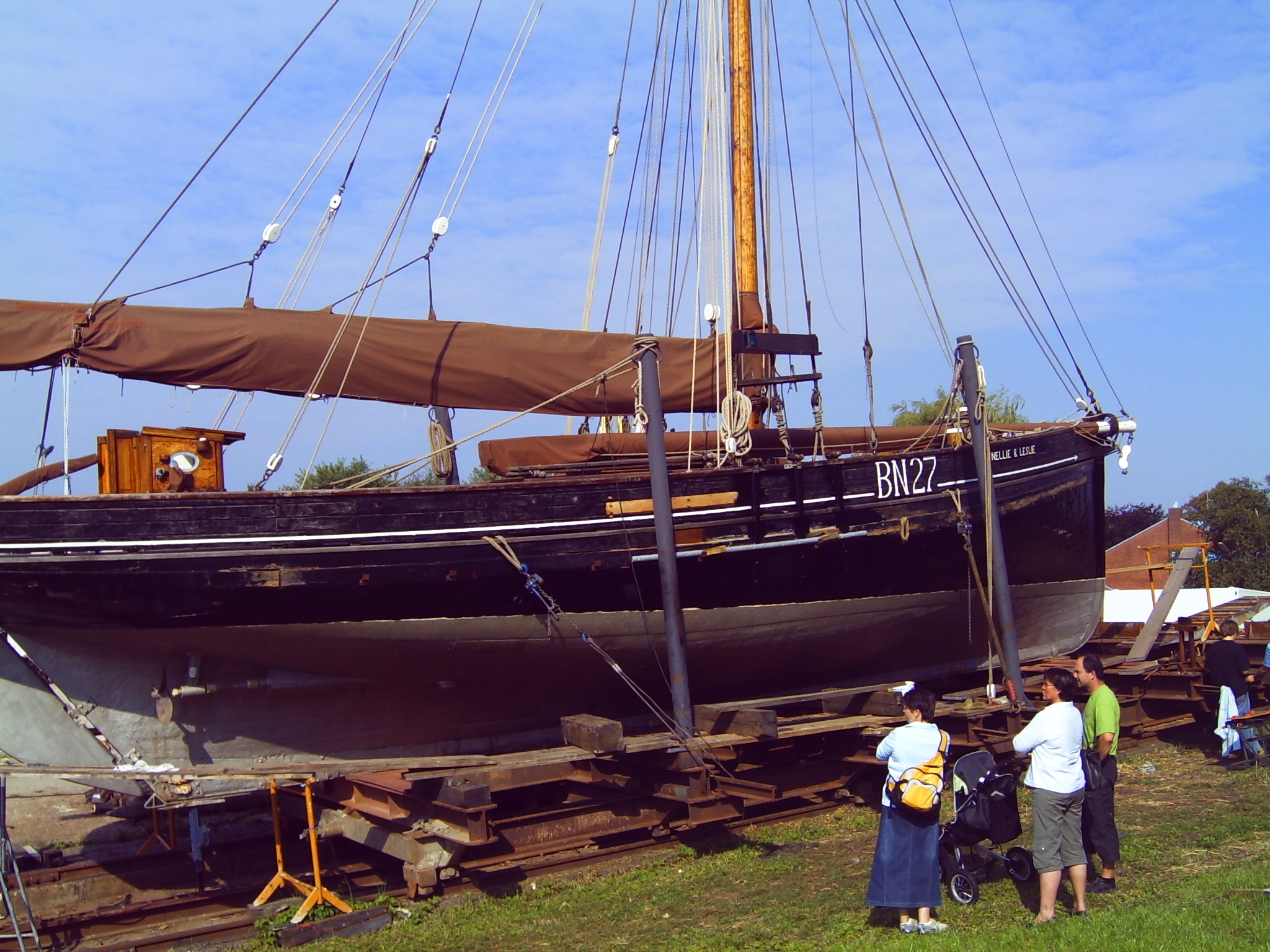
Nellie & Leslie auf der historischen Slipanlage in Glückstadt

Nellie & Leslie ist ein ehemaliger Fischkutter mit Gaffelrigg (Wash-Smack), sie wurde 1911 in Kiefer auf Eiche von der Worfolk-Werft in Kings Lynn/Norfolk in England gebaut. Der heutige Heimathafen ist Bremerhaven. Die Smack liegt allerdings überwiegend in Glückstadt an der Elbe.

## Geschichte
Das Schiff wurde nach den Töchtern des ersten Eigners Norris Nellie & Leslie benannt.
Von 1914 bis 1977 wurde es zum Schleppnetzfang von Muscheln und Krabben im Wash genutzt. 
Nach einem Unfall mit einem Dampfer sank das Schiff 1934, wurde geborgen und verkauft.
1977 wurde es als Fischereifahrzeug in Großbritannien abgemeldet und nach Dänemark verkauft. Dort kam es aber nicht mehr als Fischereifahrzeug zum Einsatz.
Seit 1981 ist die Nellie und Leslie in Deutschland angemeldet und wurde zur Kutteryacht umgebaut. 
Im Jahre 2005 nahm die Nellie & Leslie am Internationalen Festival der Windjammer (Sail) teil.

## Sonstiges
Es gibt einen realistischen Modellbausatz der Nellie & Leslie. 

## Bilder

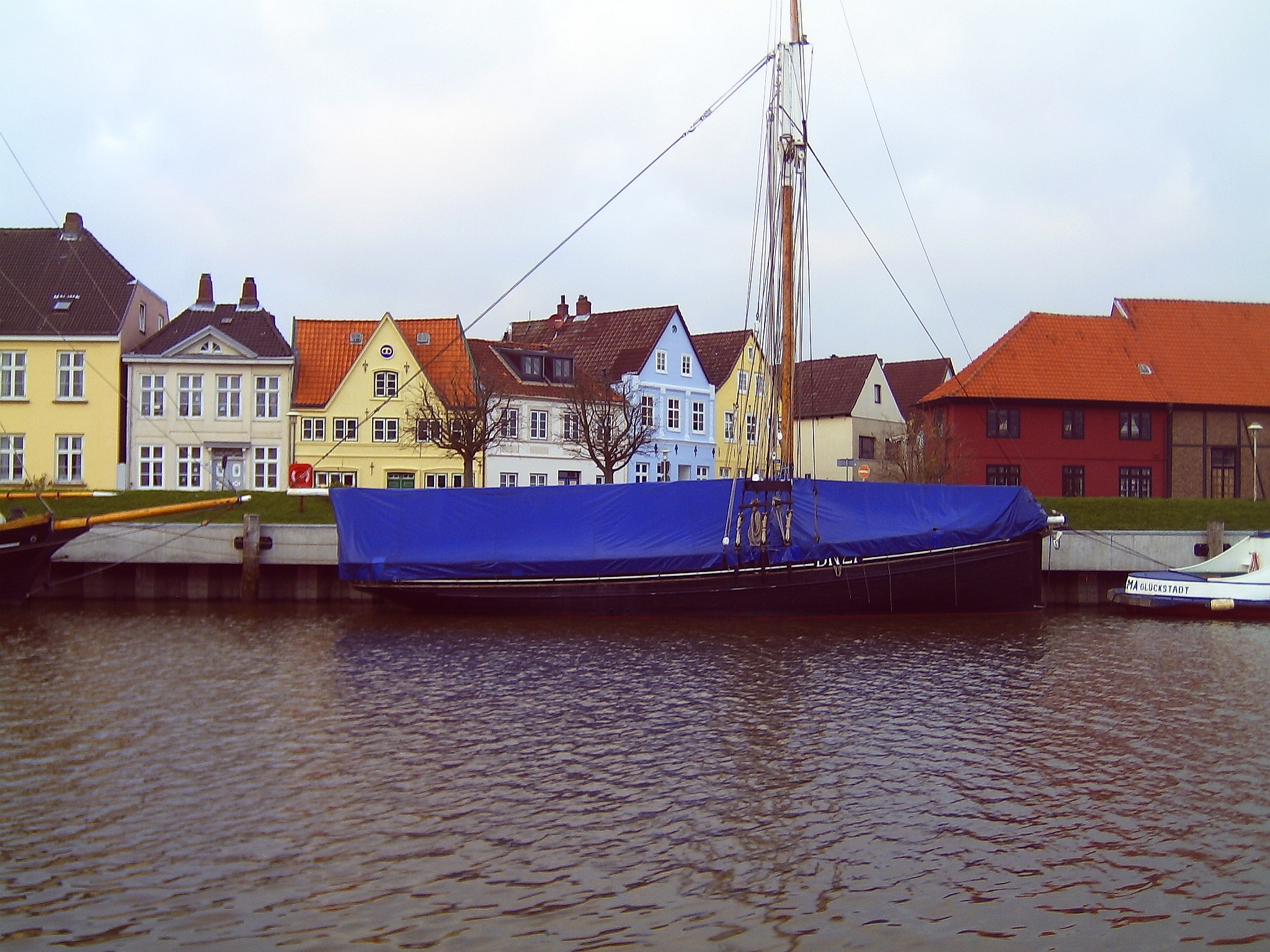
Winterfest im Binnenhafen von Glückstadt
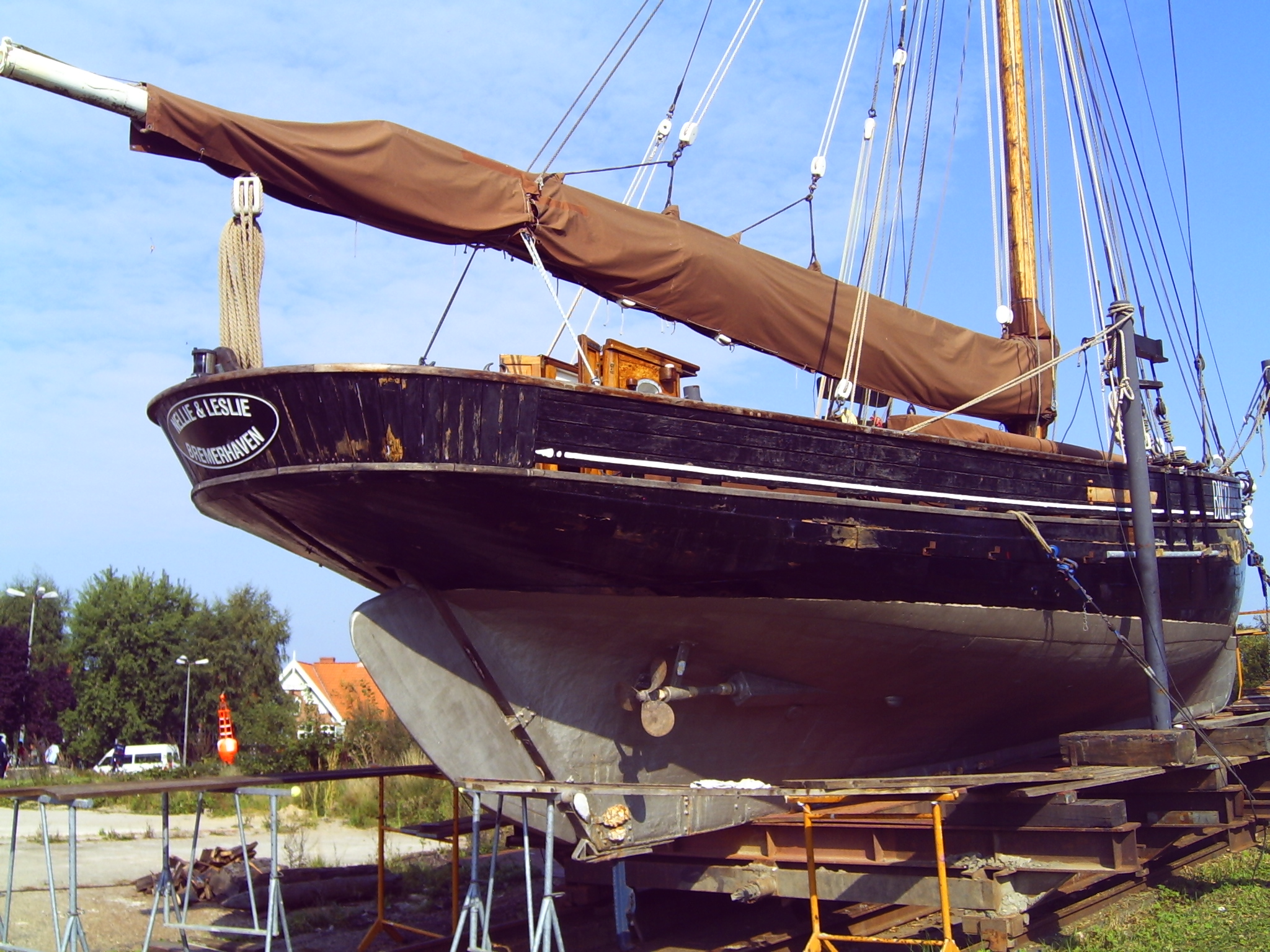
Reparatur in Glückstadt, September 2006
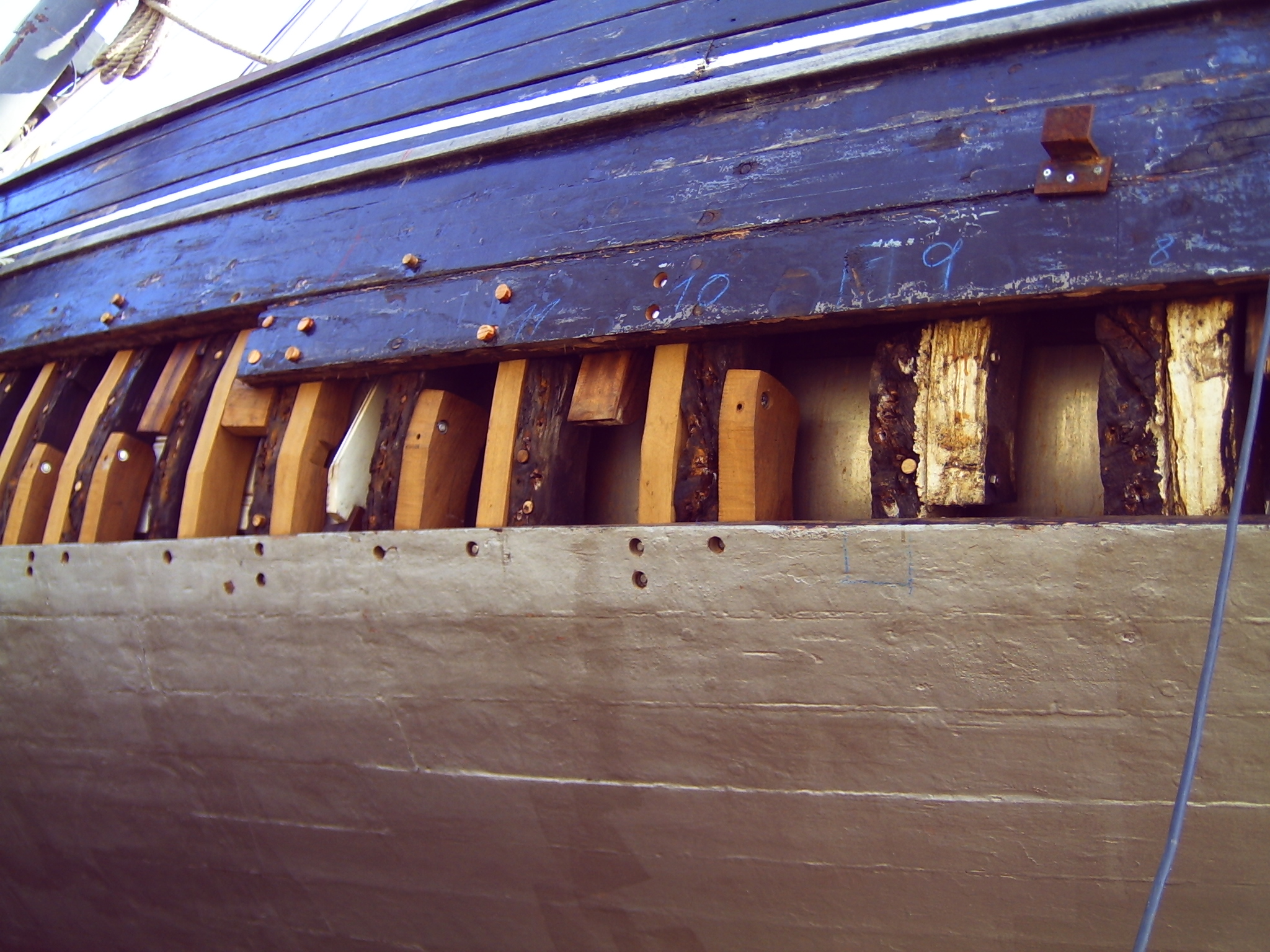
Einblick in die Konstruktion
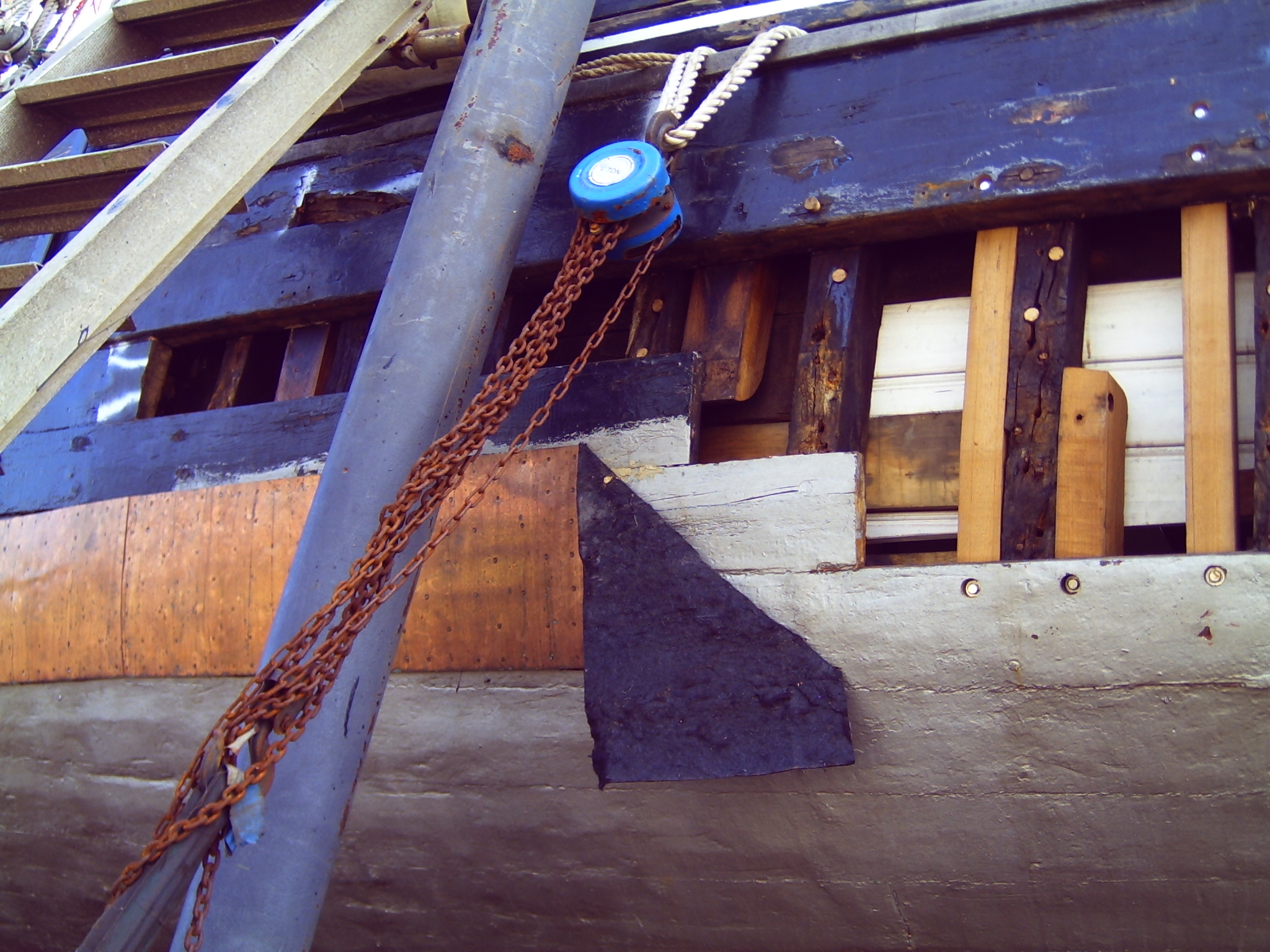
Die Wasserlinie wird durch Kupferblech geschützt